# Джаксън Ървайн
Джаксън Александър Ървайн (на английски: Jackson Alexander Irvine, роден на 7 март 1993 г.) е австралийски професионален футболист, полузащитник и състезател на австралийския национален отбор по футбол. Футболист на германския първодивизионен Санкт Паули. 
Участник в Купата на Азия 2023. Автор на два гола, срещу Индия и срещу Сирия.

## Успехи
Рос Каунти
- Купа на Шотландската лига
  - Носител (1): 2015/16

 Селтик
- Шотландска премиър лига
  - Шампион (1): 2012/13

 Бъртън Албиън
- Футболист на годината: 2016/17